# Bataille de Rooihuiskraal
Première guerre des Boers
Batailles
- Bronkhorstspruit
- Rustenburg
- Marabastad
- Lydenburg
- Elandsfontein
- Laing's Nek
- Schuinshoogte
- Rooihuiskraal
- Majuba Hill

La bataille de Rooihuiskraal (littéralement "kraal de la maison rouge") fut une bataille de la première guerre des Boers. Elle se déroula à proximité de la ville de Centurion (dans l'actuel Gauteng, à 17 kilomètres au sud de Pretoria) le 12 février 1881.

## La bataille
La garnison britannique commandée par le colonel Gildea était retranchée à Pretoria. Ce dernier souhaitait rejoindre les forces britanniques du général George Colley combattant au Natal. Les Boers, au courant des projets des Britanniques, se retranchèrent derrière un enclos à bétail en pierre (kraal en afrikaans). À l'arrivée des Britanniques, les Boers déclenchèrent un feu nourri, qui contraignit les Britanniques à retourner dans leur position assiégée de Pretoria.
Le colonel Gildea fut au nombre des blessés, touché à la fesse. Les Britanniques se retirèrent après le traité de Pretoria, confirmant l'indépendance du Transvaal.

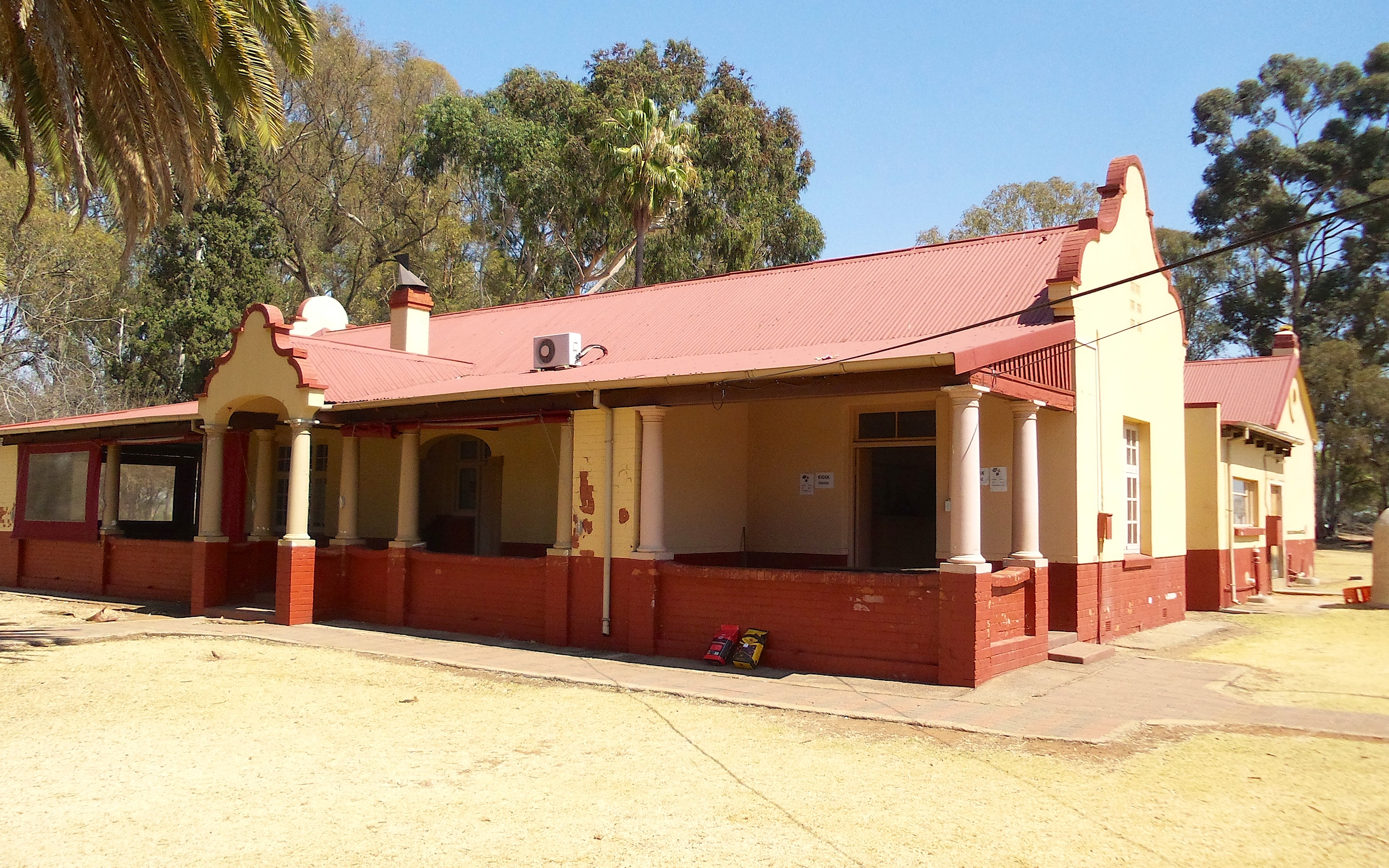
Bâtiment sur le champ de bataille du Rooihuiskraal